# Sinistra Giovanile

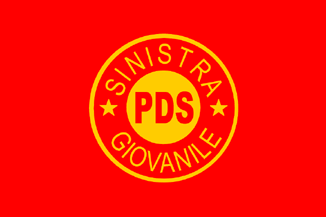
Sinistra Giovanile depenent del PDS

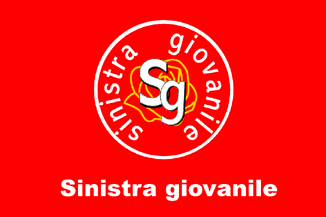
Sinistra Giovanile depenent de DS

Sinistra Giovanile és l'organització juvenil de Democratici di Sinistra, i abans del Partit Democràtic de l'Esquerra, derivació del Partit Comunista d'Itàlia.